# Stelis pilosissima
Stelis pilosissima är en orkidéart som beskrevs av Carlyle August Luer. Stelis pilosissima ingår i släktet Stelis och familjen orkidéer. Inga underarter finns listade i Catalogue of Life.